# جون شميت (لاعب بلياردو أمريكي)
جون شميت (بالإنجليزية: John Schmidt)‏ هو لاعب بلياردو أمريكي ‏ أمريكي، ولد في 12 أبريل 1973.

## وصلات خارجية
- جون شميت على موقع AZBilliards.com (الإنجليزية)